# Sébastien Bovet
Sébastien Bovet, né le 6 août 1968 à Calgary, est un journaliste québécois.

## Biographie
Né à Calgary en Alberta, il est le fils d'un père biologiste d'origine suisse et d'une mère linguiste d'origine tchèque. Sa famille et lui déménagent à Québec lorsqu'il est jeune. Il effectue des études universitaires en sciences politiques.
Il rejoint Radio-Canada en 1994. D’abord journaliste à la radio, il passe ensuite à la télévision et devient chef d'antenne de Québec ce soir à la fin des années 1990. Il devient correspondant parlementaire en 2005. Sur les ondes de RDI, il anime occasionnellement 24 heures en 60 minutes. En juin 2012, à la suite de la démission de Pierre Duchesne, il devient chef de bureau et analyste politique à l'Assemblée nationale du Québec. Lors des élections générales québécoises de 2014, il anime le Débat des chefs.
En 2014, lors d'une apparition à l'émission Tout le monde en parle, il affirme voter blanc lors des élections « afin de pouvoir rester neutre ».
Depuis septembre 2018, il anime Mordus de politique à ICI RDI où il échange sur l'actualité politique quotidienne avec d'anciens élus provenant de différents horizons politiques.